# Episodi di Metropolitan Police (seconda stagione)
La seconda stagione della serie televisiva Metropolitan Police è stata trasmessa in anteprima nel Regno Unito dalla Independent Television tra l'11 novembre 1985 e il 10 febbraio 1986.
| nº | Titolo originale           | Titolo italiano | Prima TV UK      | Prima TV Italia |
| -- | -------------------------- | --------------- | ---------------- | --------------- |
| 1  | Snouts and Red Herrings    |                 | 11 novembre 1985 |                 |
| 2  | Suspects                   |                 | 18 novembre 1985 |                 |
| 3  | Lost                       |                 | 25 novembre 1985 |                 |
| 4  | Home Beat                  |                 | 2 dicembre 1985  |                 |
| 5  | Hostage                    |                 | 9 dicembre 1985  |                 |
| 6  | This Little Pig            |                 | 23 dicembre 1985 |                 |
| 7  | Ringer                     |                 | 6 gennaio 1986   |                 |
| 8  | Public and Confidential    |                 | 13 gennaio 1986  |                 |
| 9  | Loan Shark                 |                 | 20 gennaio 1986  |                 |
| 10 | With Friends Like That...? |                 | 27 gennaio 1986  |                 |
| 11 | Whose Side Are You On?     |                 | 3 febbraio 1986  |                 |
| 12 | The Chief Super's Party    |                 | 10 febbraio 1986 |                 |